# Сен-П'єр (округ, Мартиніка)
Округ Сен-П'єр (фр. Arrondissement de Saint-Pierre (Martinique)) — округ у Франції, в департаменті Мартиніка. 2023 року округ об'єднував 8 муніципалітетів, населення становило 22 257 осіб.
Адміністративний центр (супрефектура) — Сен-П'єр.

## Муніципалітети
Список муніципалітетів округу та їхні коди INSEE:
1. Бельфонтен (97234)
2. Каз-Пілот (97205)
3. Ле-Карбе (97204)
4. Ле-Морн-Вер (97233)
5. Ле-Прешер (97219)
6. Морн-Руж (97218)
7. Сен-П'єр (97225)
8. Фон-Сен-Дені (97208)